# Дроздови
Дроздови (Turdidae) са семейство врабчоподобни птици, разпространени из цял свят. Семейството някога е било много по-голямо, преди биолозите да определят, че подсемейството им Saxicolinae всъщност са от семейство Мухоловкови. Днес класификацията на семейството се намира в стадии на преразглеждане – различните таксономични системи дават различно определение на семейството. Дроздови са земно живеещи птици с малък до среден размер, които се хранят с насекоми, други безгръбначни и плодове. Представителите на семейството са известни с мелодичните си песни, които ги отличават сред останалите птици.

## Характеристики
Дроздовете са закръглени, с мека перушина, с малък до среден размер. Живеят в гористи местности и често се хранят на земята. Повечето видове са сиви или кафяви на цвят, често с петна отдолу, макар да има видове с ярки и контрастни цветове. През размножителния си период при много видове се наблюдават светли петна по гърба и тъмни по корема. Те са насекомоядни, но повечето видове ядат и червеи, охлюви и плодове. Много видове обитават дълготрайно топлите климати, докато други мигрират към по-големите географски ширини през лятото, често изминавайки значителни разстояния.
Птиците от семейство Дроздови създават гнезда с формата на купа. Снасят от две до пет яйца на петна, понякога снасяйки две или повече групи яйца на година. И двамата родители помагат при отглеждането на малките. В почти всички случаи гнездото се прави на клон, като изключение правят само три вида от рода Sialia, които свиват гнезда в дупки.
Клюнът е прав, сравнително тънък, с открити ноздри, често леко огънат откъм края. Крилете в повечето случаи са закръглени, с изключение на няколко прелетни вида, при които са по-дълги и по-тесни. Покривните пера обикновено са много къси. Опашката им е с правоъгълна форма и е съставена от 12 пера. Краката им са със средна дължина, достатъчно силни. Половият диморфизъм може да бъде както силно изразен, така и съвсем да не е изразен.

## Ареал
Дроздовете са разпространени по цял свят, с изключение на полярните области и някои изолирани острови. Някои отделни видове са ендемити, но като цяло представителите на семейството обитават значителни площ. Ръждивогушият дрозд (Turdus migratorius) е разпространен навсякъде в Северна Америка, а понякога мигрира и към Европа. Ареалът на черния дрозд, включително и интродуцираните популации, включва Европа, Южна и Югоизточна Азия, Северна Африка, Австралия и Нова Зеландия.
Птиците, живеещи в умерените климатични пояси, са прелетни. Пойният дрозд, обитаващ Европа и Гренландия, през зимата мигрира към Средиземноморието и Северна Африка. От друга страна, птиците, живеещи в тропиците и субтропиците, водят уседнал начин на живот.

## Екология
Дроздовете разпръсват семената на растенията, допринасяйки към разпространяването на много растителни видове и към възстановяването на екосистеми. Много птици разчитат на плодовете за прехрана, сред които спадат и семейство Дроздови. Докато ядат плодове, те поглъщат семената на растението, които по-късно изхвърлят от организма си (чрез изпражнения или повръщане). Някои семена могат да се закачат за перата или краката на птиците, като по този начин могат да се пренесат на голямо разстояние. Следователно, дроздовете имат голямо екологично значение, тъй като някои популации мигрират на голямо разстояние и разпръскват семената на застрашени растителни видове на нови места, като по този начин също увеличават и генетичното разнообразие на местната флора.